# Jonathan Webb
Jonathan Mark Webb (Londra, 24 agosto 1963) è un ex rugbista a 15 e chirurgo britannico, che partecipò a due Coppe del Mondo di rugby con la Nazionale inglese e militò nel Bedford e nel Bath nel ruolo di estremo. Medico chirurgo di professione, attualmente gestisce una clinica ortopedica.

## Biografia
Estremo dapprima del Bristol poi del Bath, Webb fece parte del gruppo di giocatori senza presenze per l'Inghilterra chiamati in Nazionale in occasione della Coppa del Mondo di rugby 1987, esordendovi durante la competizione e prendendo parte a tutti i match fino ai quarti di finale.
Fu parte anche della rosa inglese alla Coppa del Mondo di rugby 1991 in Inghilterra, edizione nella quale giunse fino alla finale e segnò l'intero score inglese contro l'Australia, che tuttavia vinse 12-6 l'incontro e, con esso, la Coppa.
Si ritirò a 30 anni nel 1993 per dedicarsi alla professione medica, e si specializzò in chirurgia ortopedica, specialmente quella orientata all'infortunistica di tipo sportivo.
Ricevette un riconoscimento accademico nel 1997 per le sue ricerche sulla chirurgia del ginocchio, e durante le Olimpiadi di Sydney del 2000 lavorò in Australia in un centro di ortopedia e di medicina dello sport.
Da marzo 2008 gestisce la clinica da lui fondata, la Jonathan Webb's Clinic, nei sobborghi di Bristol.